# Dragobete

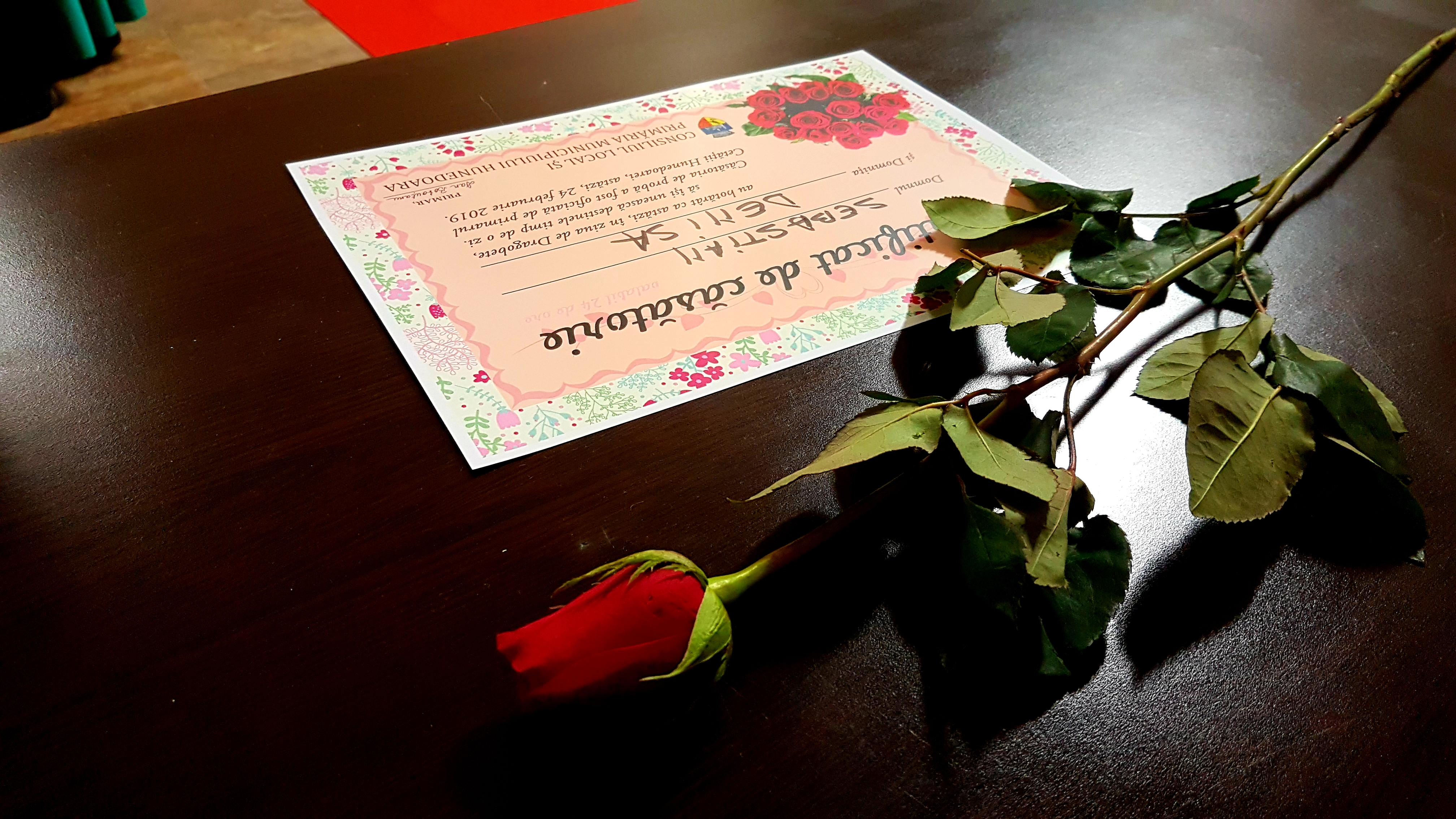
Évènement Dragobete organisé par une municipalité

Le Dragobete, fils de Baba Dochia, est célébré le 24 février. Cette fête est liée au début du printemps, quand la nature s'éveille, quand l'ours quitte son abri d'hiver et quand les oiseaux commencent à faire leur nid.

## Descriptif
Entité mythologique similaire à Éros ou à Cupidon, le Dragobete, bel homme impétueux, est différent du saint Valentin chrétien même si sa fête est l'équivalent roumain et moldave de celle de la Saint-Valentin,.
Hérité des Slaves chez lesquels il était un entremetteur et un parrain des animaux (son nom signifie « parieur sur l'amour » en vieux-slave et il existe aussi chez les Bulgares et Macédoniens), le Dragobete est devenu chez les Roumains et Moldaves le protecteur de l'amour. Le 24 février est considéré comme celui des « fiançailles des oiseaux » : ce jour-là, les villages roumains et moldaves résonnaient de la joie des jeunes et de la phrase Dragobetele sărută fetele (« le Dragobete embrasse les filles »).
Dans la croyance populaire, ceux qui participaient à cette fête seraient protégés des maladies, et surtout de la fièvre, pendant toute l'année. On croyait aussi que le Dragobete assurait aux paysans une année d'abondance. La veille de la fête, les jeunes filles ramassaient les derniers restes de neige, appelée « neige des fées », et en conservaient l'eau pour leurs ablutions et pour des incantations d'amour.
Les gens plus âgés ne restaient pas non plus passifs, le jour du Dragobete étant consacré aux soins portés aux volailles des basses-cours et aux oiseaux. Ce jour-là on ne tuait pas d'animaux, et on favorisait les accouplements. Dans certaines régions, la tradition voulait aussi que si une femme mariée touchait un autre homme que son mari, elle en serait amoureuse toute l'année : un bon moyen de semer la discorde et de provoquer des bagarres.
Endimanchés, les jeunes filles et les jeunes hommes se rencontraient à la sortie du village et allaient chercher des fleurs dans les bois et les prés. Dans le sud-ouest de la Roumanie, dans le județ de Mehedinți, chaque fille retournait au village en courant, poursuivie par l'homme qu'elle avait choisi. Si le jeune homme la rattrapait, elle se laissait embrasser en public près de l'église. C'était le signe de leurs fiançailles pour une année ou plus. Ainsi cette fête était-elle une occasion pour la communauté de prévoir quels mariages pourraient être conclus en automne.

## Sources
Descriptifs des ethnologues :
- Al. Ciorănescu (art. « Dragobete », in „Dicționarul etimologic al limbii române”, éd. Saeculum I.O., Bucarest 2001),
- Nicolae A. Constantinescu (art. « Dragobete », in „Dicționar onomastic românesc”, Bucarest 1963),
- Ion Ghinoiu (art. « Dragobete », in „Obiceiuri populare de peste an – Dicționar”, 1997).

1. ↑  Realitatea Bihoreană : .
2. ↑  Dragobete vs. Valentine's Day: Ce ar trebui să sărbătorească românii?.
3. ↑  Andreea Raicu face furori la Chișinău : .
4. ↑  Romulus Vulcănescu, art. « Dragobete », in „Mitologia română”, ed. de l'Académie roumaine 1985 - .
5. ↑  Laura Pumnea, art. „De Dragobete se iubește românește”, in Adevărul du 23 février 2009 -
6. ↑  Sfântul Valentin - Sărbătoarea roz. crestinortodox.ro.